# Tampão

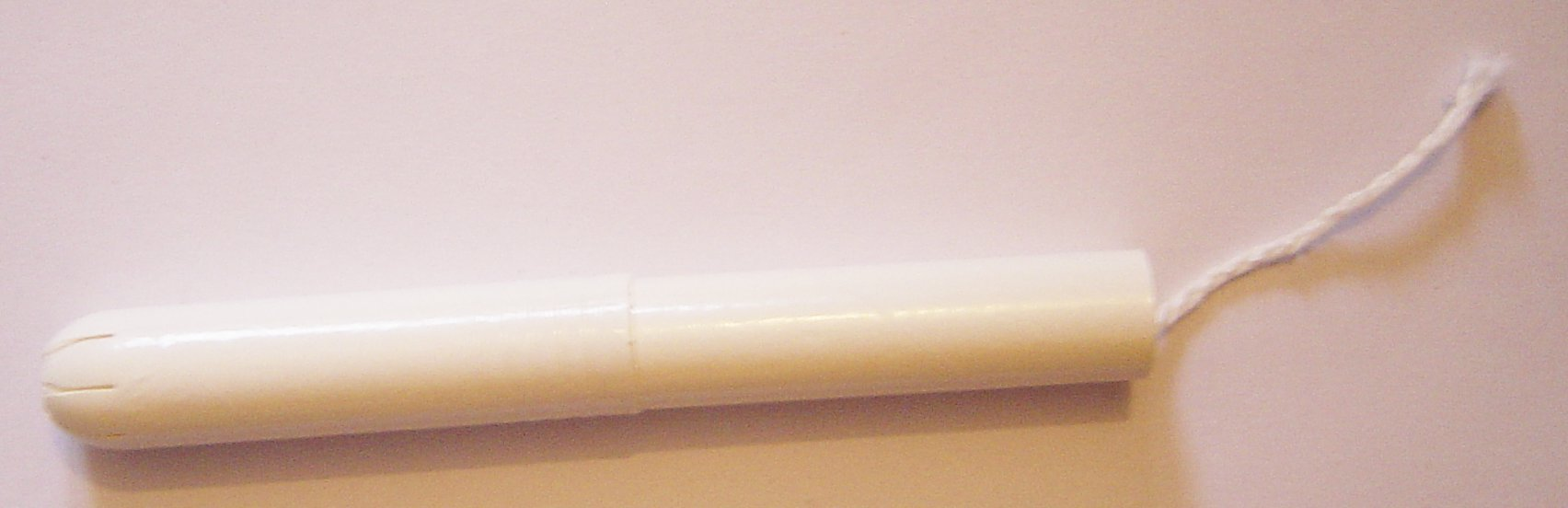
Um tampão com aplicador

Localização do tampão na vagina

Tampão ou absorvente interno, é um tipo de absorvente feminino, inserido no canal vaginal e que absorve o sangue oriundo da menstruação. Seu uso é mais problemático que o de um absorvente normal[carece de fontes?], pois sua duração é menor (exigindo uma troca mais frequente) e sua eficácia é limitada (somente  para pequenos fluxos menstruais), assim como predispõe ao risco de infecções[carece de fontes?], em função de seu uso interno. No entanto, o absorvente interno não é sentido pelas usuárias e proporciona conforto a elas quando usado corretamente.